# Carl Gustaf M/45
Die Carl Gustaf M/45 ist eine schwedische Maschinenpistole. Sie war mehrere Jahrzehnte lang im Arsenal der schwedischen Streitkräfte und wurde in großen Mengen exportiert.

## Geschichte
Als das schwedische Militär vor dem Zweiten Weltkrieg die Entscheidung traf, seine Truppen mit Maschinenpistolen auszurüsten, fiel ihre Wahl zuerst auf die finnische Suomi M-31. Sie wurde anfangs als Modell 37 nachgebaut, dann verbessert, als Modell 37/39. Obgleich eine sehr robuste Waffe, erwies sich deren Fertigung jedoch als viel zu kompliziert. Da die ausgelieferten Stückzahlen weit hinter den Erwartungen zurückblieben, wurde eine Neuentwicklung in Auftrag gegeben. Das Hauptaugenmerk lag hierbei auf der rationellen Produktion bei weitestgehender Verwendung von Metallprägetechnik. Für die Waffe standen andere, in großen Massen produzierte Maschinenpistolen Pate, wie zum Beispiel die deutsche MP 40 oder die britische Sten MP. Die Waffe wurde erst nach dem Krieg serienreif und 1948 offiziell in die Ausrüstung der Armee aufgenommen.

## Technik
Die M/45 ist ein Rückstoßlader der einfachsten Art. Fast alle Teile bestehen aus punktgeschweißtem Stahlblech. Das Gehäuse wurde für den Spanngriff durchbrochen, die Schließfeder liegt offen. Um die Waffe zu sichern, muss der Spanngriff wie bei der Sten in einer Raste oben am Gehäuse arretiert werden. Die simple Art der Fertigung tat der Zuverlässigkeit jedoch keinen Abbruch. Allein in Schweden wurden schätzungsweise 300.000 Stück gebaut und in alle Welt exportiert. So wurde die Carl Gustaf von ägyptischen Soldaten im Jom-Kippur-Krieg verwendet, aber auch von amerikanischen Eliteeinheiten im Vietnamkrieg. An die United States Army wurden neben Standardmodellen (Swedish K) auch Sondermodelle mit Schalldämpfer geliefert.

## Varianten
- m/45: Ursprungsmodell
- m/45B: Modernisierte Version

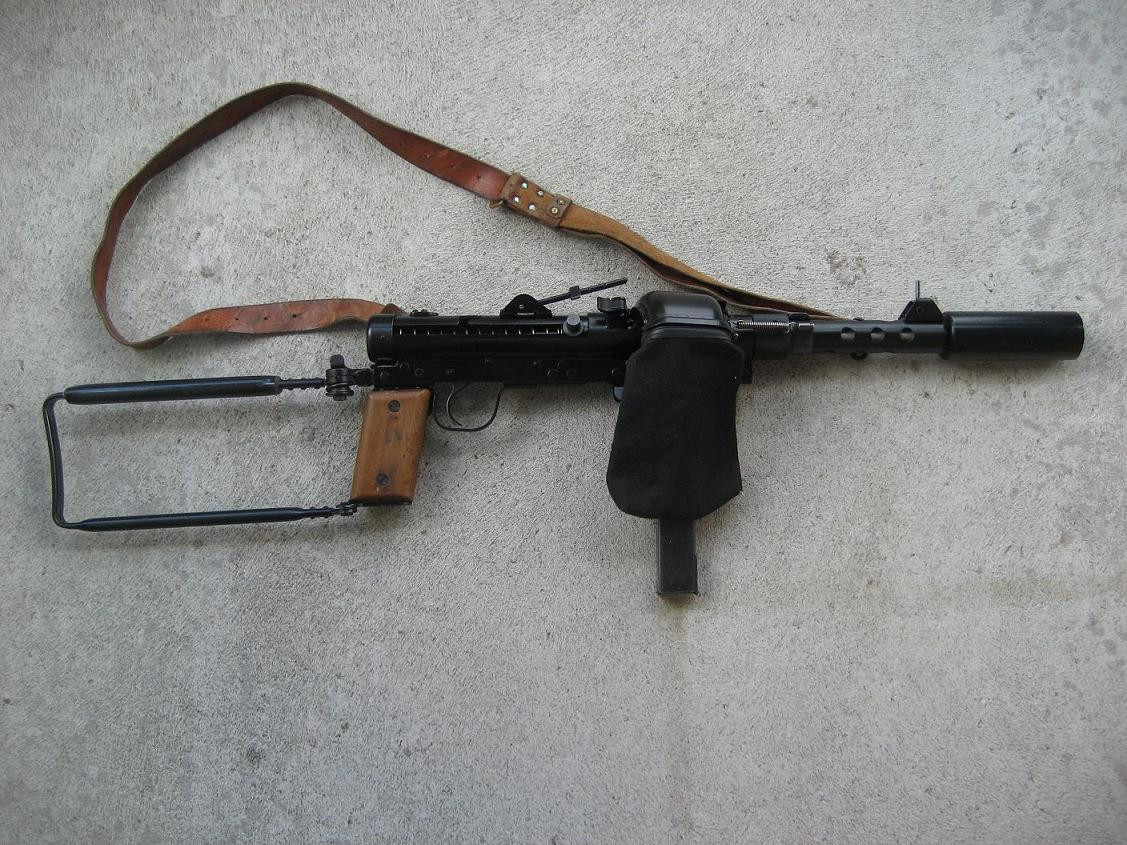
m/45BET mit zusätzlichem Hülsenfänger

- m/45BE: Polizei-Variante mit Wahlschalter für den Feuermodus, alle anderen Versionen nur Dauerfeuer
- m/45BET: Spezialversion für die Polizei zum Verfeuern von Tränengasgranaten
- m/45C: wie B-Version, jedoch mit Bajonetthalterung
- Lizenznachbau in Ägypten als Modell Port Said
- Lizenznachbau in den USA als Smith & Wesson SW Model 76

## Palästinensische Nachbauten
Die simple Technik ermöglicht es, diese Waffe auch in einfach ausgestatteten Werkstätten herzustellen. So werden Nachbauten in verschiedenen Varianten von lokalen palästinensischen Schmieden angefertigt. Zum ersten Mal wurde so eine Carlo im Jahr 2000 gefunden. Die Kosten betragen nur einen Bruchteil dessen, was für eine Kalaschnikow zu zahlen ist. Daher war sie zuerst bei arabischen Kriminellen in Verwendung, ist aber seit 2015 die „Standardwaffe“ bei palästinensischen Schussattentaten in Israel. Bei einem tödlichen Terroranschlag in Tel Aviv am 8. Juni 2016 waren beide Attentäter mit solchen Nachbauten ausgerüstet.

## Rezeption
In dem Film R.E.D. – Älter, Härter, Besser bewahrt der ehemalige CIA-Agent Frank Moses (Bruce Willis) die M/45 zusammen mit anderen Waffen auf, die er „für alle Fälle“ beiseitegelegt hat.